# Lineostethus tenebricornis
Lineostethus tenebricornis är en insektsart som först beskrevs av Ruckes 1957.  Lineostethus tenebricornis ingår i släktet Lineostethus och familjen bärfisar. Inga underarter finns listade i Catalogue of Life.